# Museum der Universität Tübingen

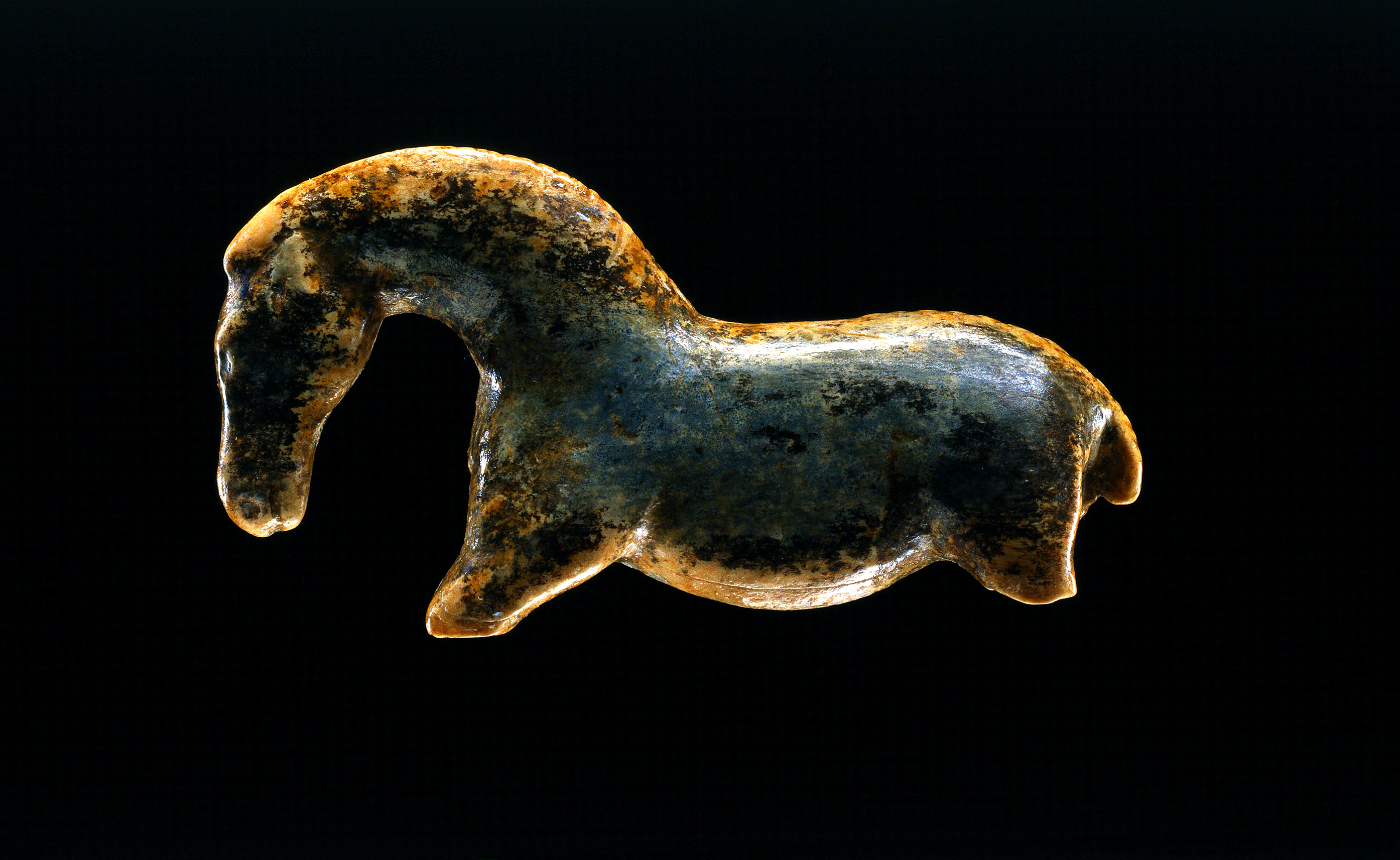
Eines der ältesten Kunstwerke der Menschheit, Wildpferd aus der Vogelherdhöhle (rund 40 000 Jahre, Aurignacien), UNESCO-Welterbe „Höhlen und Eiszeitkunst der Schwäbischen Alb“, MUT „Alte Kulturen“ auf Schloss Hohentübingen, Sammlung der Älteren Urgeschichte

Das Museum der Universität Tübingen MUT ist eine zentrale Einrichtung der Eberhard Karls Universität in Tübingen, die seit Oktober 2006 die universitären Sammlungen erforscht, organisatorisch miteinander verbindet, professionalisiert, in wechselnden Ausstellungen ein Expositionslabor für die Universität bereitstellt und die Sammlungen für Forschung, Lehre und Bildung nutzbar sowie einer breiteren Öffentlichkeit zugänglich macht.

## Geschichte

Poupou (Neuseeland), Wandpaneel mit Ahnendarstellung der Maori, Mitte 18. Jahrhundert, 1769 Geschenk an Naturforscher Joseph Banks auf der ersten Südseereise von James Cook, Ethnologische Sammlung

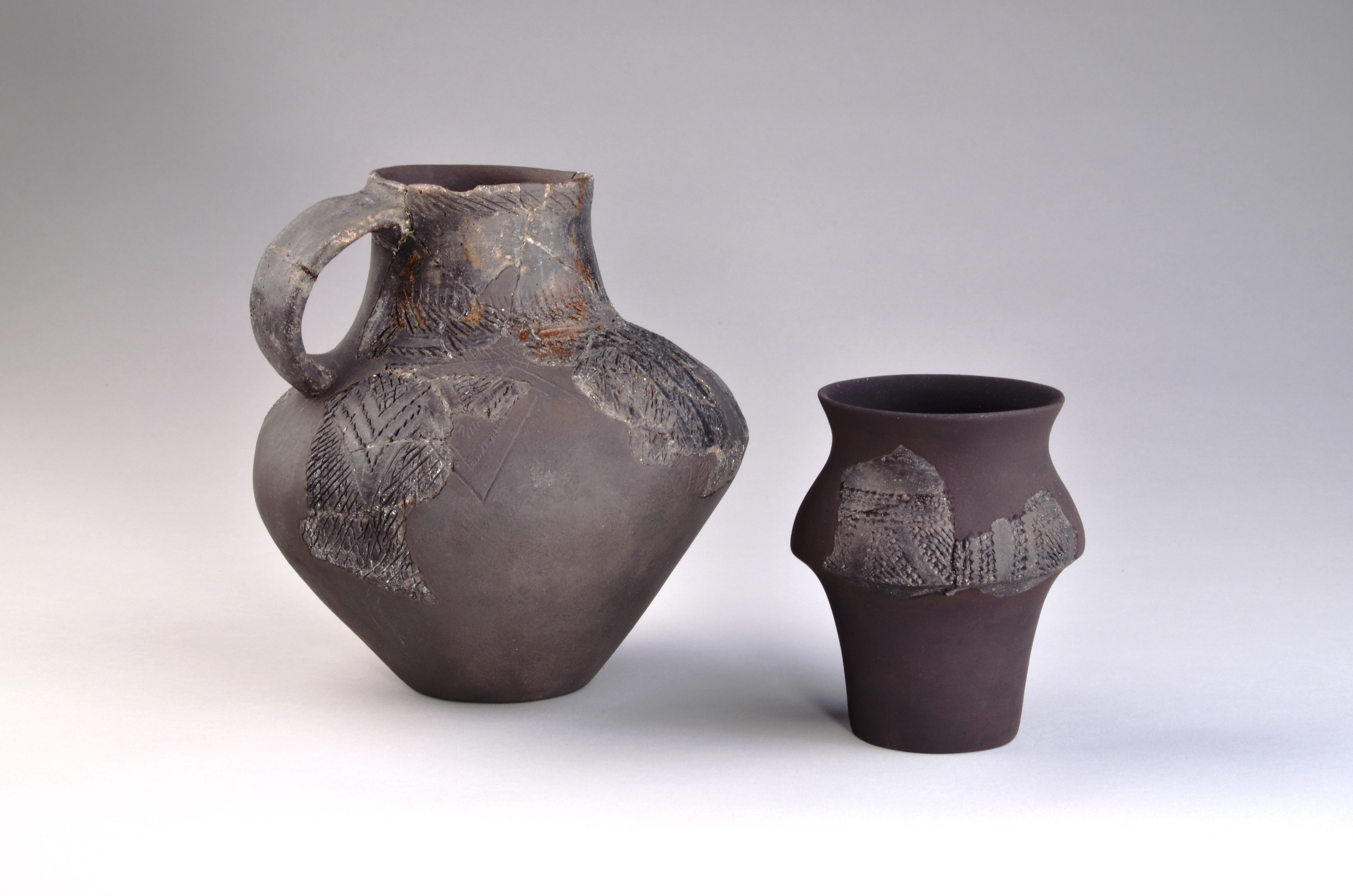
Keramik der Schussenrieder Gruppe, aus einer Feuchtbodensiedlung am Federsee (Oberschwaben), 4200–3700 v. Chr., UNESCO-Welterbe „Prähistorische Pfahlbauten um die Alpen“, Sammlung der Jüngeren Urgeschichte

Die über 540 Jahre alte Universität Tübingen verfügt mit ihren reichen Forschungs-, Lehr- und Schausammlungen über einen herausragenden wissenschafts- und kulturgeschichtlichen Objektbestand. Diese außergewöhnlichen und fachlich stark ausdifferenzierten Sammlungen zeichnen sich vor allem durch ihr Alter, ihre disziplinäre Vielfalt und Universalität aus. Das Museum der Universität MUT fungiert dabei als Dachorganisation über rund 70 Sammlungen (inklusive etwa 135 Einzelkonvolute und Teilsammlungen) der Universität Tübingen – die größte Zahl an einer deutschen Universität.
Schon früh wurde begonnen, die Lehr- und Forschungsobjekte auch der Öffentlichkeit zugänglich zu machen. So entstanden beispielsweise im Jahr 1897 die Graphische Sammlung am Kunsthistorischen Institut, 1902 die Ausstellung der Paläontologischen Sammlung – eine der größten und bedeutendsten – und schließlich 1997 das Museum im Schloss Hohentübingen mit seinen teilweise einzigartigen kultur- und altertumswissenschaftlichen Schätzen.

## Organisation
Das MUT beherbergt als einziges universitäres Museum weltweit Artefakte aus zwei verschiedenen UNESCO-Welterbestätten. Im Besitz der Sammlung der Jüngeren Urgeschichte befindet sich Funde aus Feuchtbodensiedlungen, die seit 2011 Teil des UNESCO-Welterbes „Prähistorische Pfahlbauten um die Alpen“ sind. Die ältesten erhaltenen figürlichen Kunstwerke und Musikinstrumente der Menschheit – Mammutelfenbeinfiguren und Fragmente von Knochenflöten – sind Teil der Sammlung der Älteren Urgeschichte. Diese stammen aus der Vogelherdhöhle (Schwäbische Alb), die seit 2017 Teil des UNESCO-Welterbes „Höhlen und Eiszeitkunst der Schwäbischen Alb“ sind.
Außerdem beherbergt die Ethnologische Sammlung mit einer Maori-Ahnentafel – Poupou genannt – das weltweit einzige Architekturteil aus einem Maori-Versammlungshaus von der ersten James-Cook-Expedition (1768–1771) in die Südsee. Neben den zahlreichen Einzelsammlungen der Universität existiert eine Vielzahl von singulären Objekten, die nicht in den bereits inventarisierten Sammlungsbeständen auftreten und dennoch als Wissenschaftsartefakte, als materialisierte Kultur- und Forschungsgeschichte der Universität eine herausragende Rolle spielen. Die gesamten Bestände zu sichten, zu sichern und in einer gemeinsamen Sammlungsdatenbank zu erfassen, ist mit der Organisation einer befriedigenden Depotsituation eine der größten Herausforderungen des Museums und grundlegenden Bedingungen der weiterführenden Nutzung der Sammlungen.
Die im Januar 2011 vom Wissenschaftsrat herausgegebenen „Empfehlungen zu wissenschaftlichen Sammlungen als Forschungsinfrastrukturen“ (Drs. 10464-11) nehmen insbesondere die organisatorische Konstruktion des MUT zum Vorbild für andere Universitätskustodien. Seit dem Wintersemester 2016/17 ist das MUT auch Träger des überfachlichen museologischen Master-Studienprofils „Museum & Sammlungen“ MuSa der Universität Tübingen, an dem sich neun verschiedene Disziplinen beteiligen.
Derzeit arbeiten unter der Direktion von Ernst Seidl, neben den jeweiligen Fachkustodinnen und Mitarbeitern in den einzelnen Sammlungen – etwa im Schloss Hohentübingen –, vier wissenschaftliche Mitarbeiter, ein wissenschaftlicher Volontär, vier Verwaltungsangestellte, drei studentische Hilfskräfte, zwei Freiwilligendienstleistende (FSJ-Kultur) sowie unregelmäßig Praktikanten am MUT. Dazu kommen noch etwa 15 aus den wissenschaftlichen Disziplinen rekrutierte Führungs- und Aufsichtskräfte am Museum im Schloss Hohentübingen, die auch museumspädagogisch tätig sind.

## Sammlungen

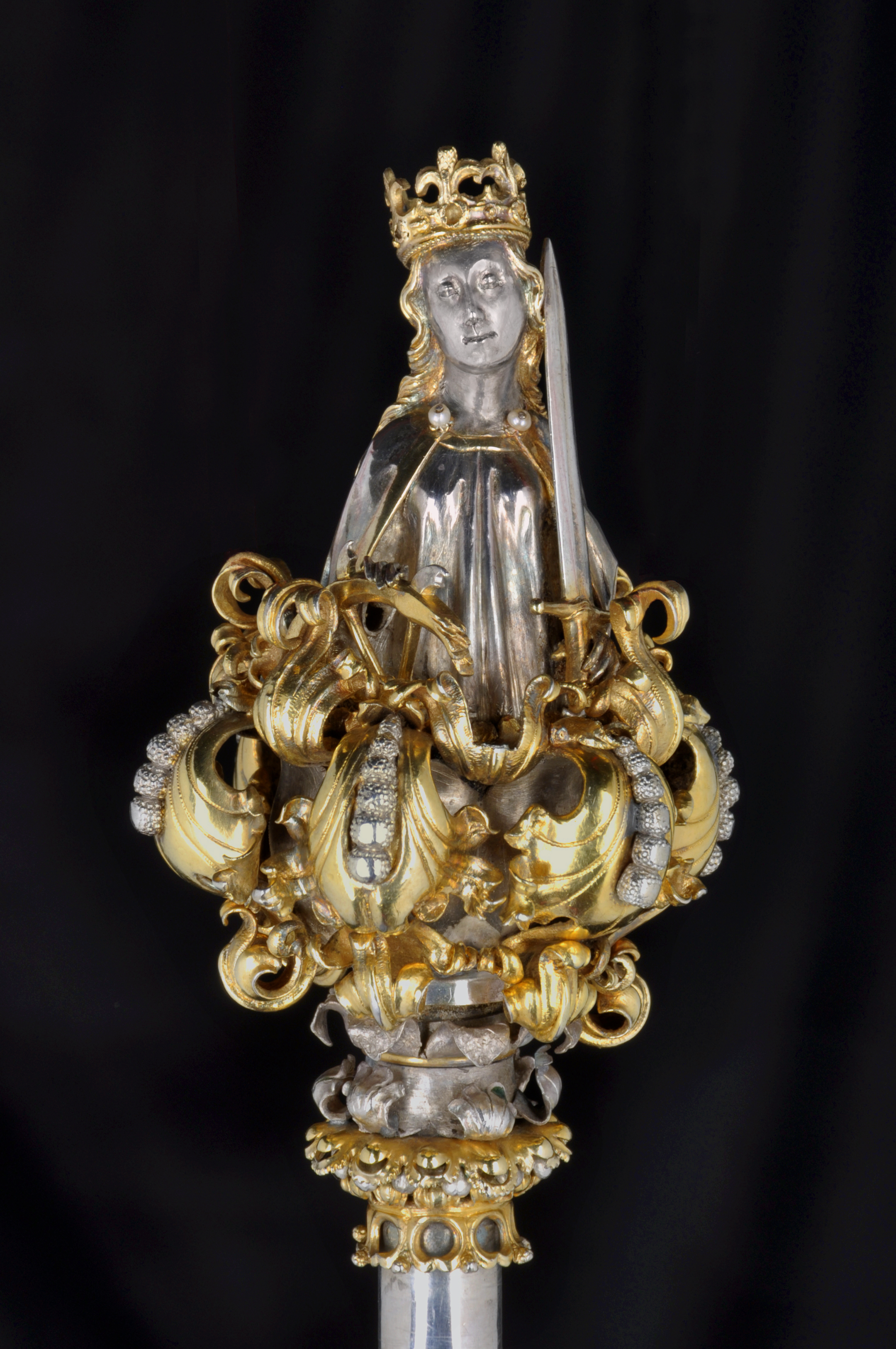
Heilige Katharina, Bekrönung des spätmittelalterlichen (1482) Zepters der Artistenfakultät, Universitätsinsignien, Silberschatz der Universität Tübingen

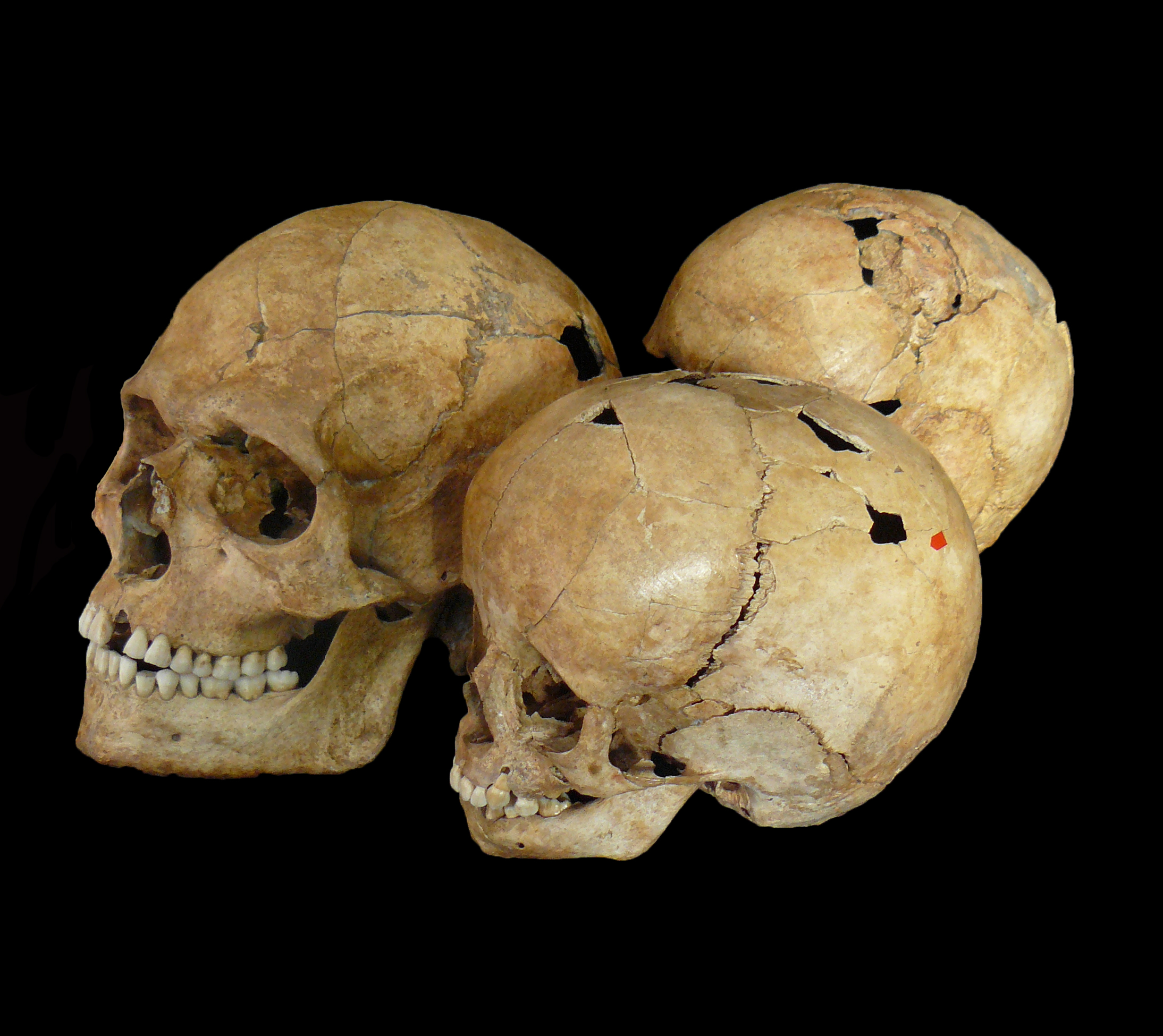
Spätmesolithische Dreier-Bestattung (Mann, Frau, Kind) aus der Stadel-Höhle im Hohlenstein (Schwäbische Alb), ~7000 v. Chr., Osteologische Sammlung

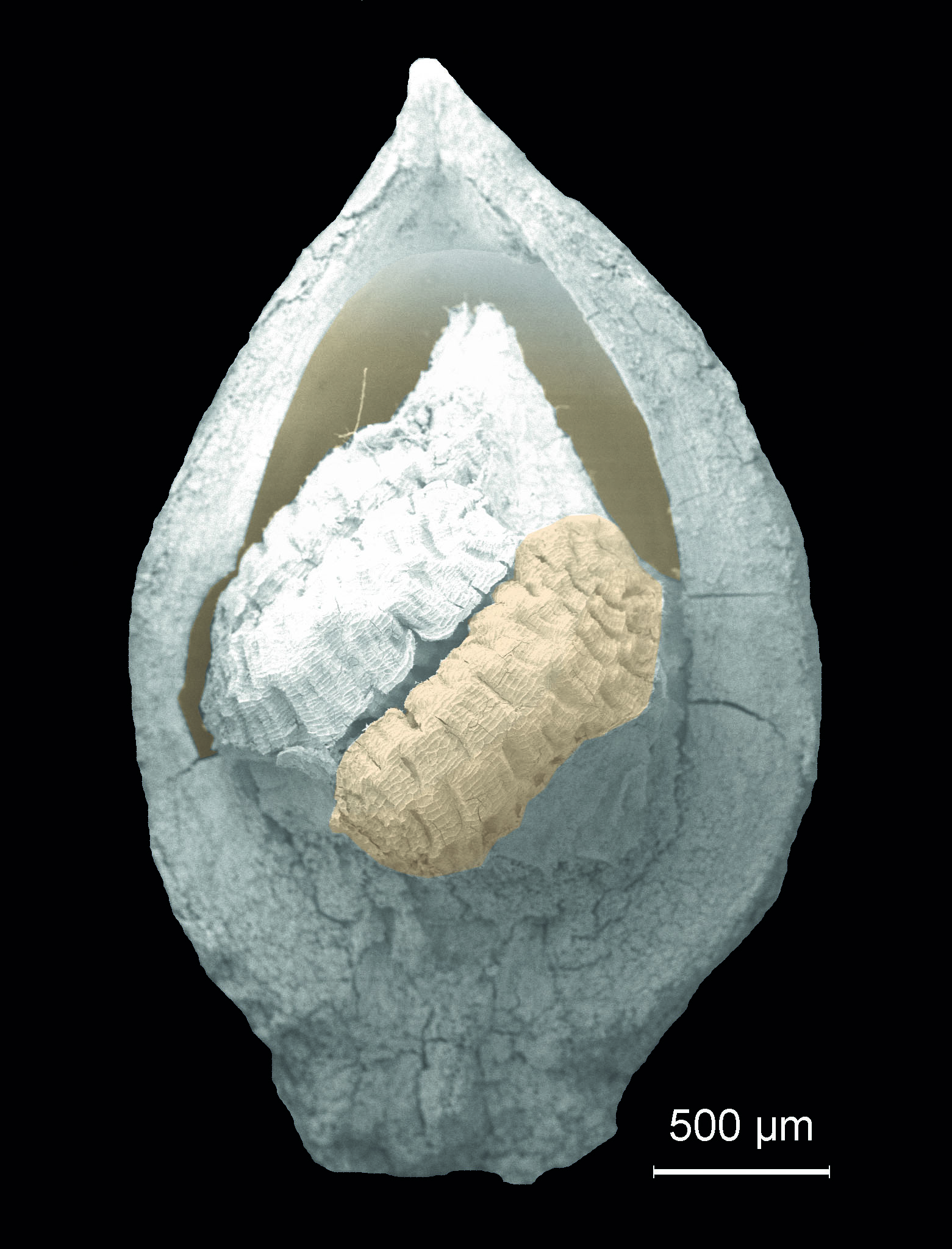
Samenkapsel der Königskerze (Verbascum), Archäobotanische Sammlung

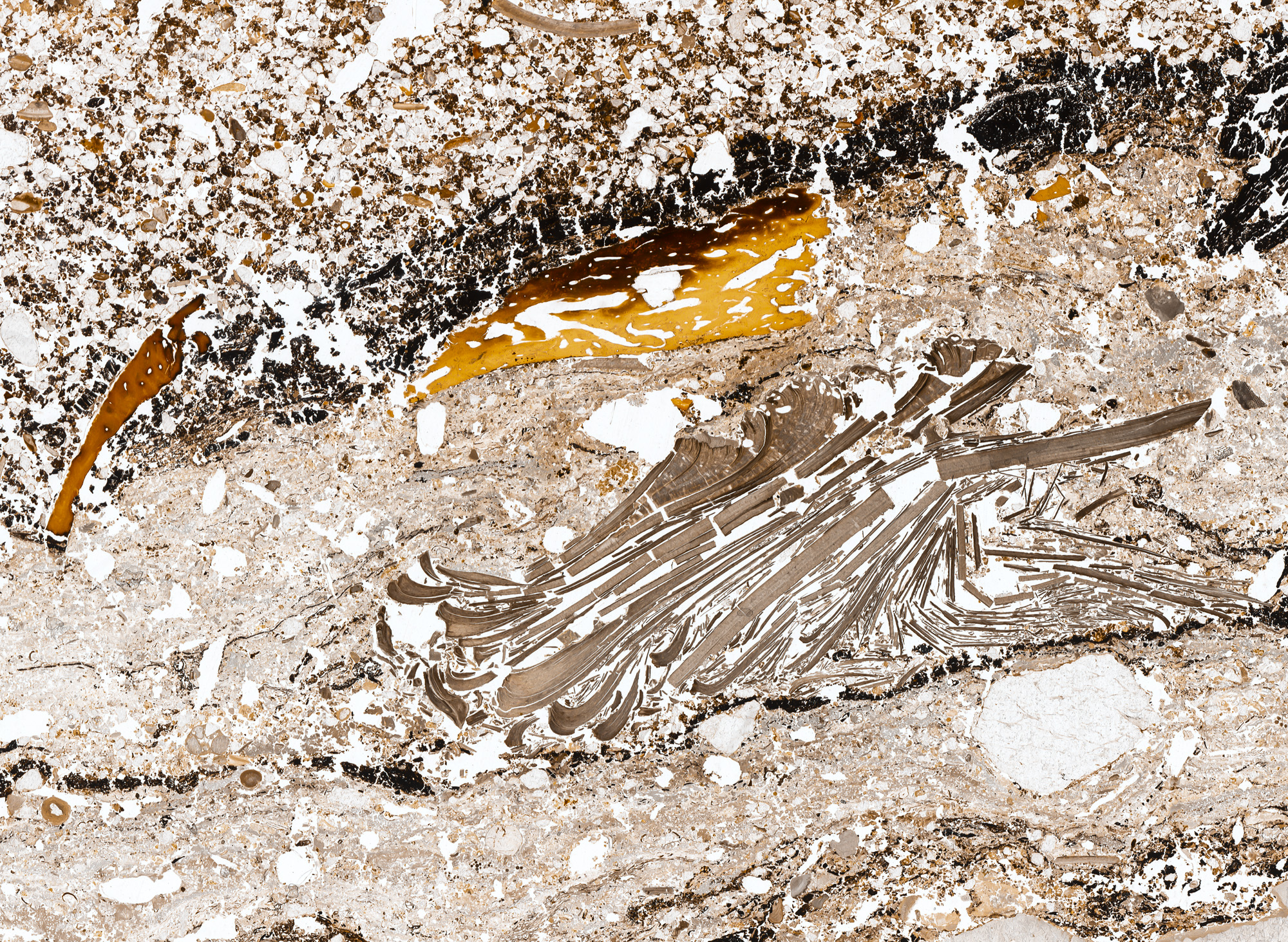
Dünnschliff einer pleistozänen Sedimentprobe, Sammlung der Geoarchäologie

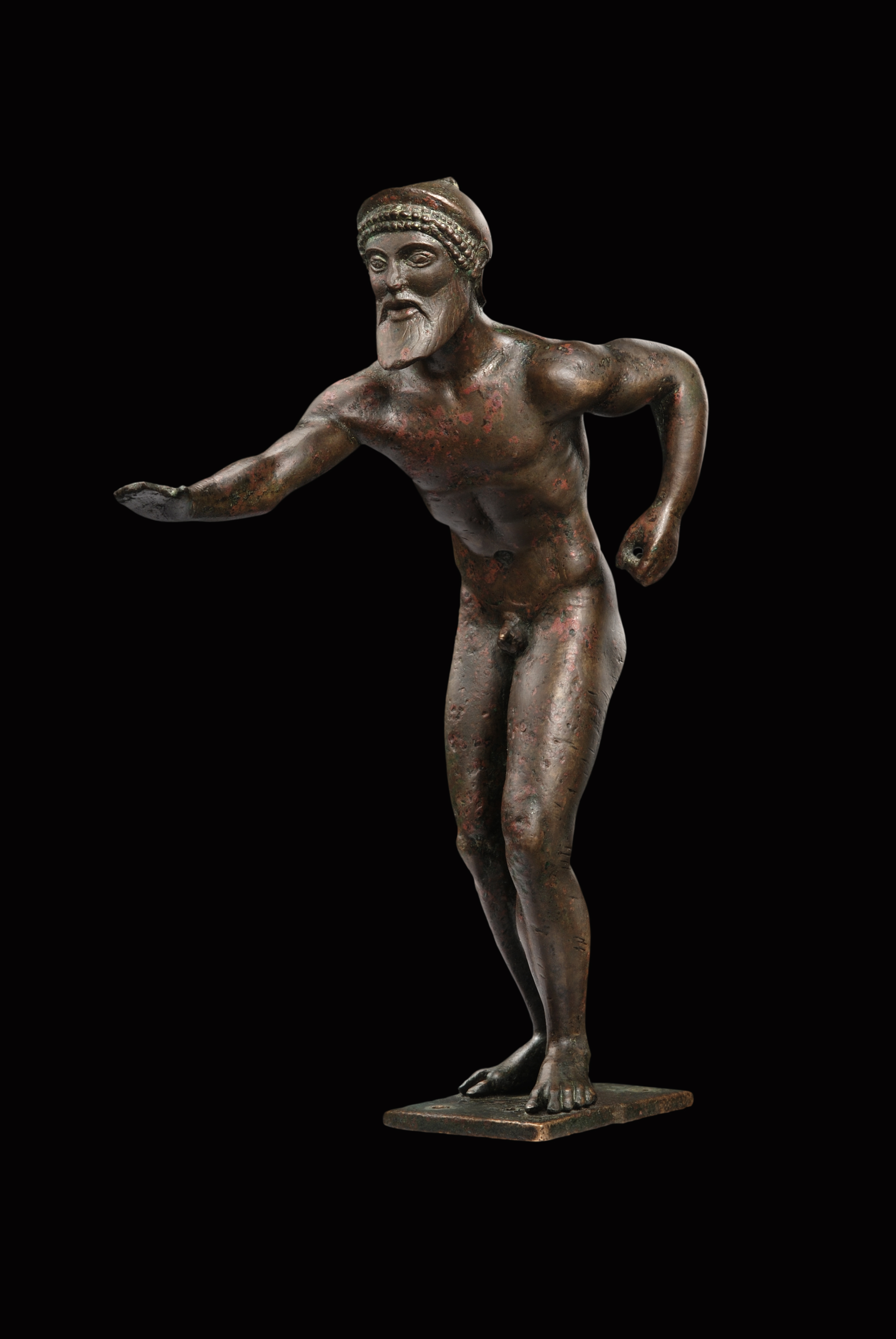
Tübinger Waffenläufer (Hoplitodromos), Attisch um 490/480 v. Chr., Originalsammlung der Klassischen Archäologie

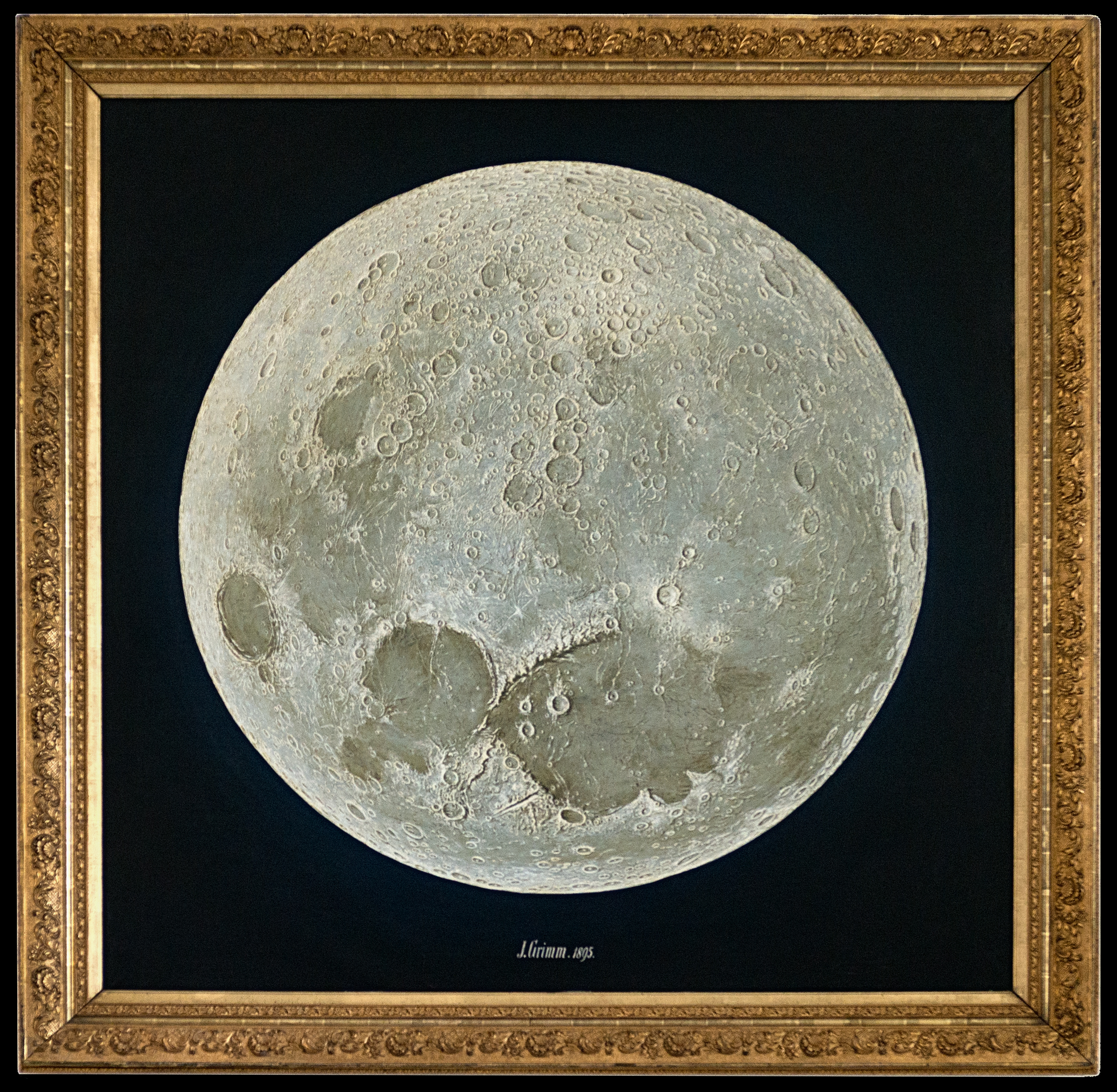
Großes Mondgemälde von Julius Grimm, 1895, Öl auf Leinwand, 2,2 × 2,2 m, Gemäldesammlung

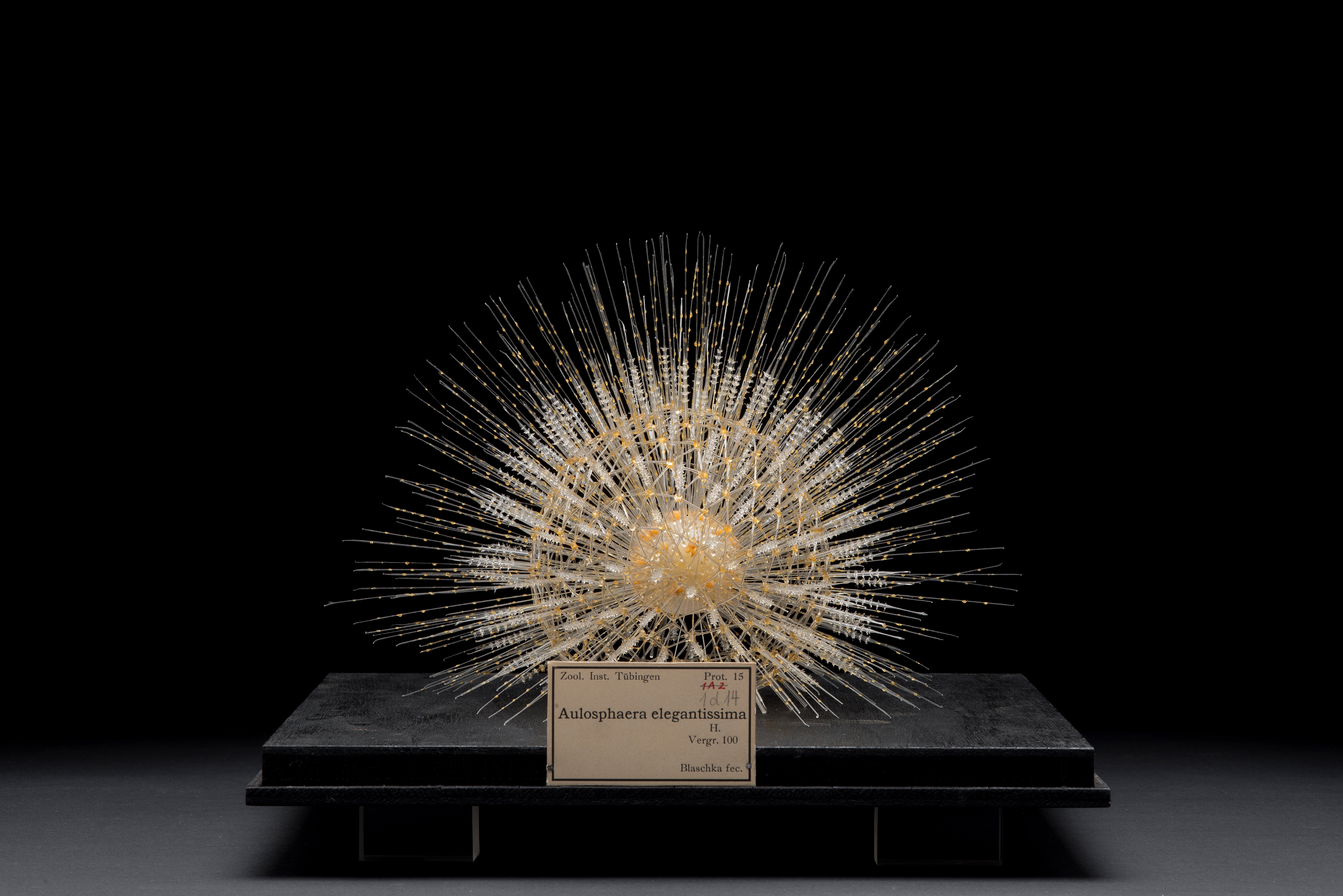
Radiolarium (Aulosphaera elegantissima), Ende 19. Jahrhundert, mundgeblasenes Glas, Zoologische Sammlung

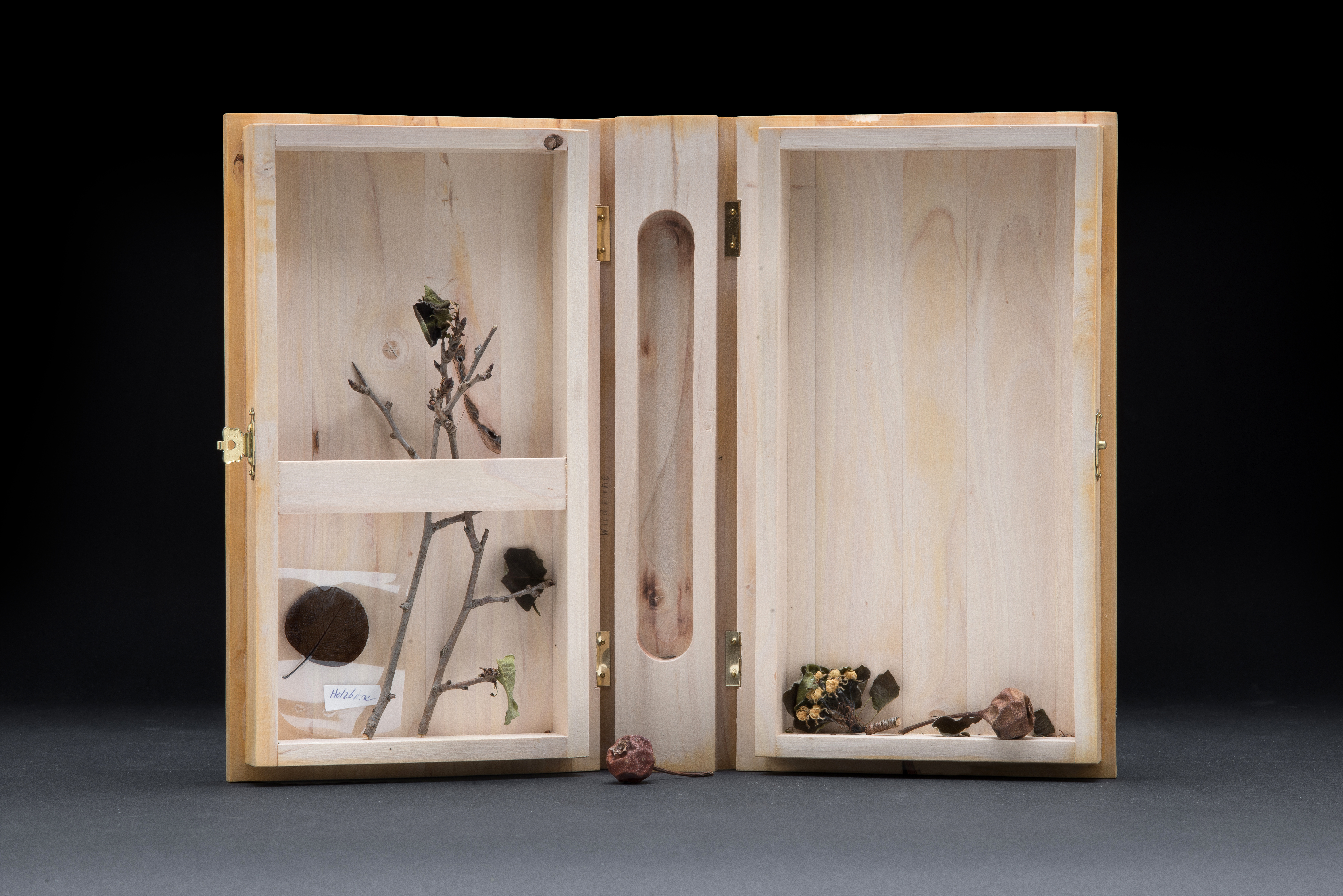
Holzbuch der Holzbirne (Pyrus pyraster), um 2010, Xylothek des Herbarium Tubingense, Sammlung der Botanik

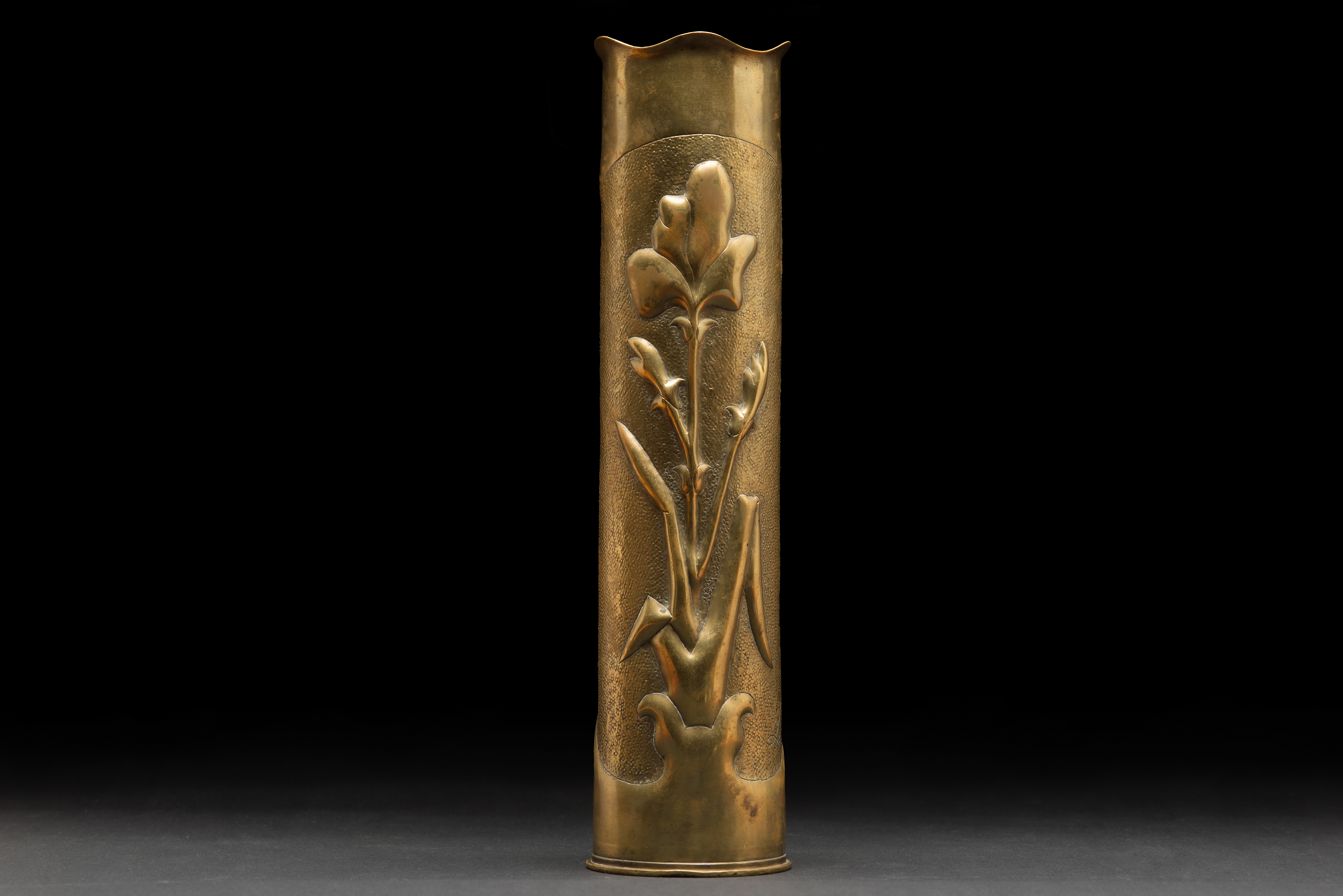
Blumenvase aus Granatenhülse des Ersten Weltkriegs, um 1916, Umgestaltung um 1920, Sammlung der Empirischen Kulturwissenschaft

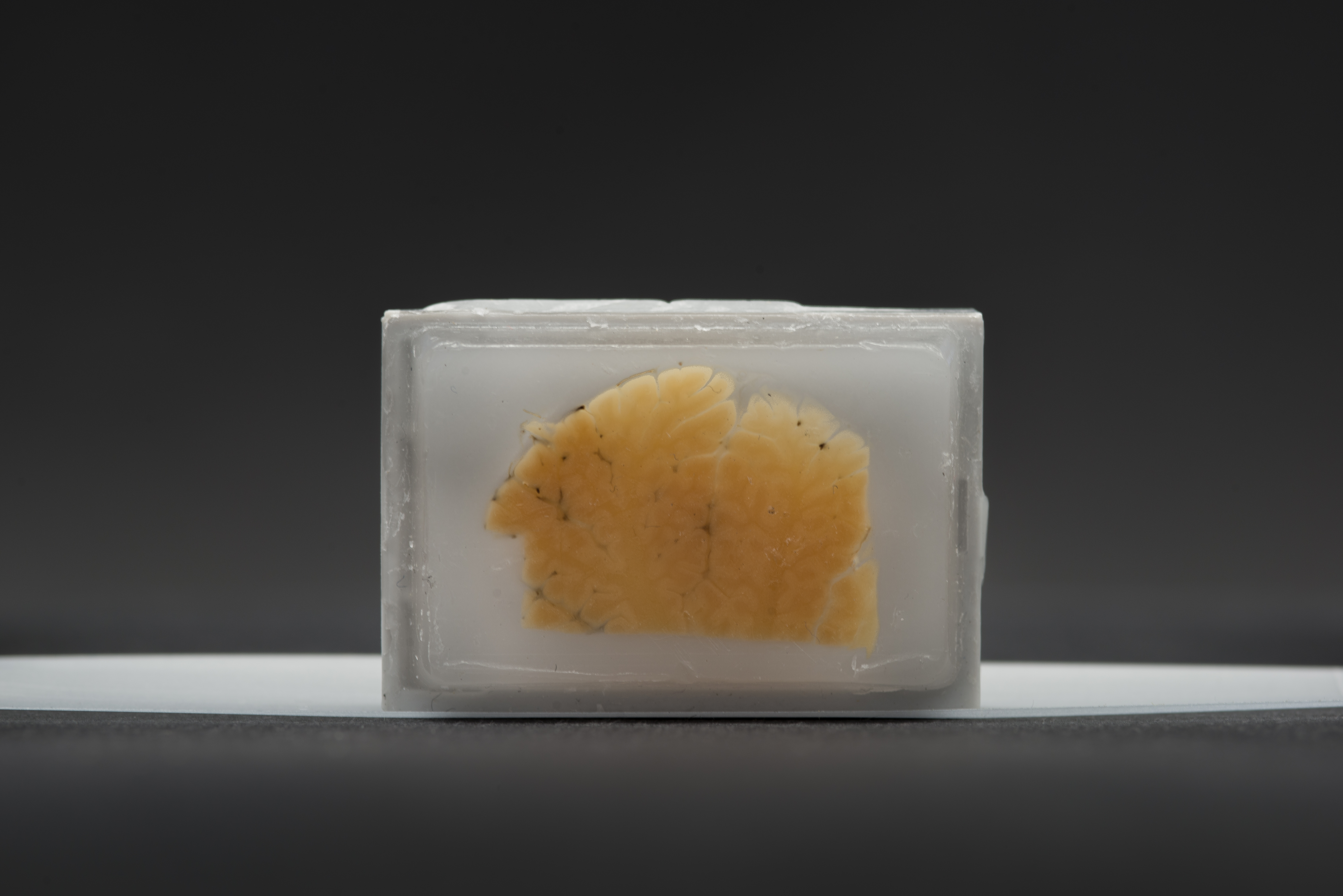
Dünnschliffscheibe eines menschlichen Gehirns, anatomisches Präparat, Sammlung der Anatomie

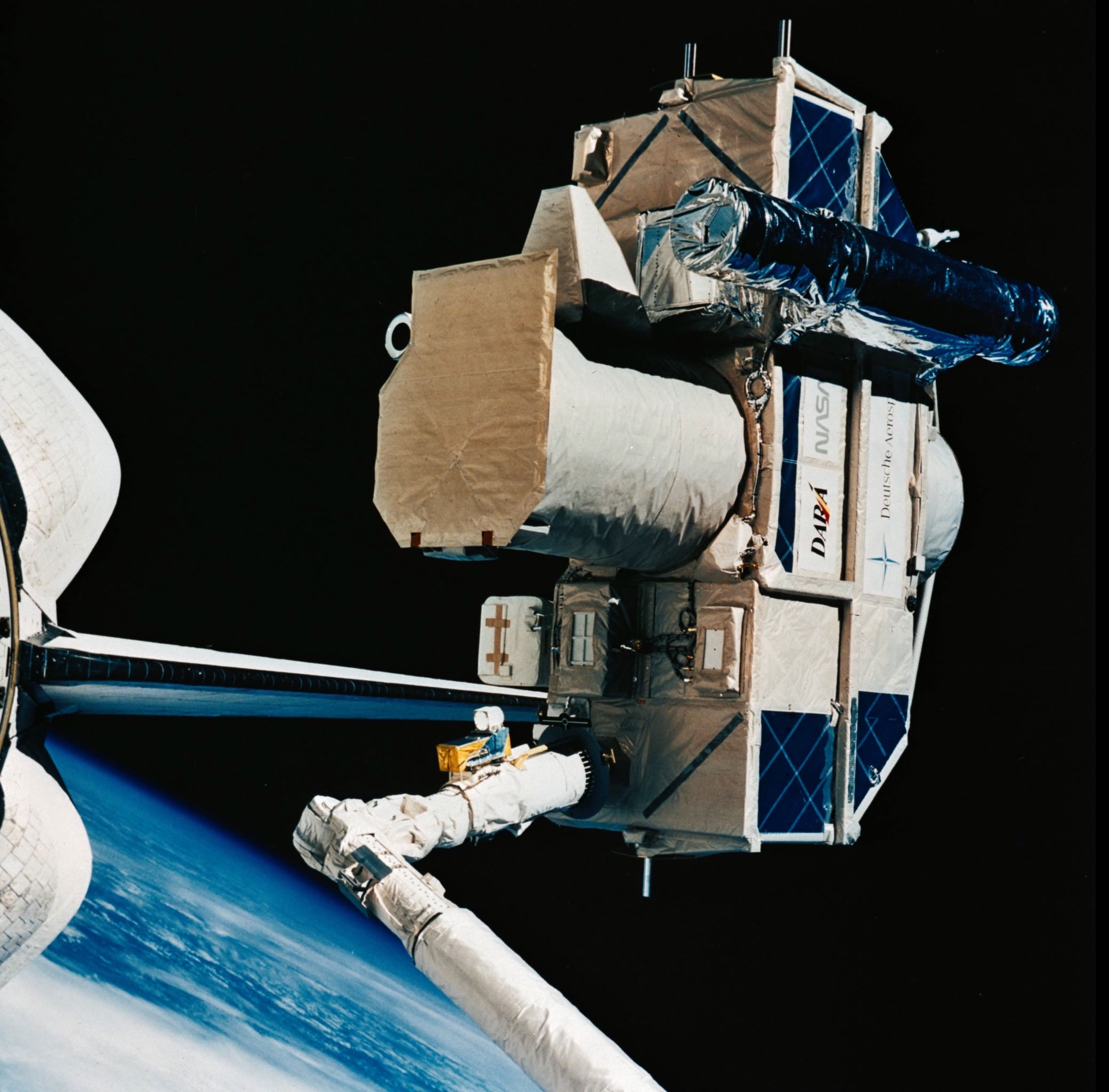
ORFEUS-Teleskop auf deutschem Satelliten ASTRO-SPAS (NASA-Projekt 1993/1996), Astrophysikalische Sammlung

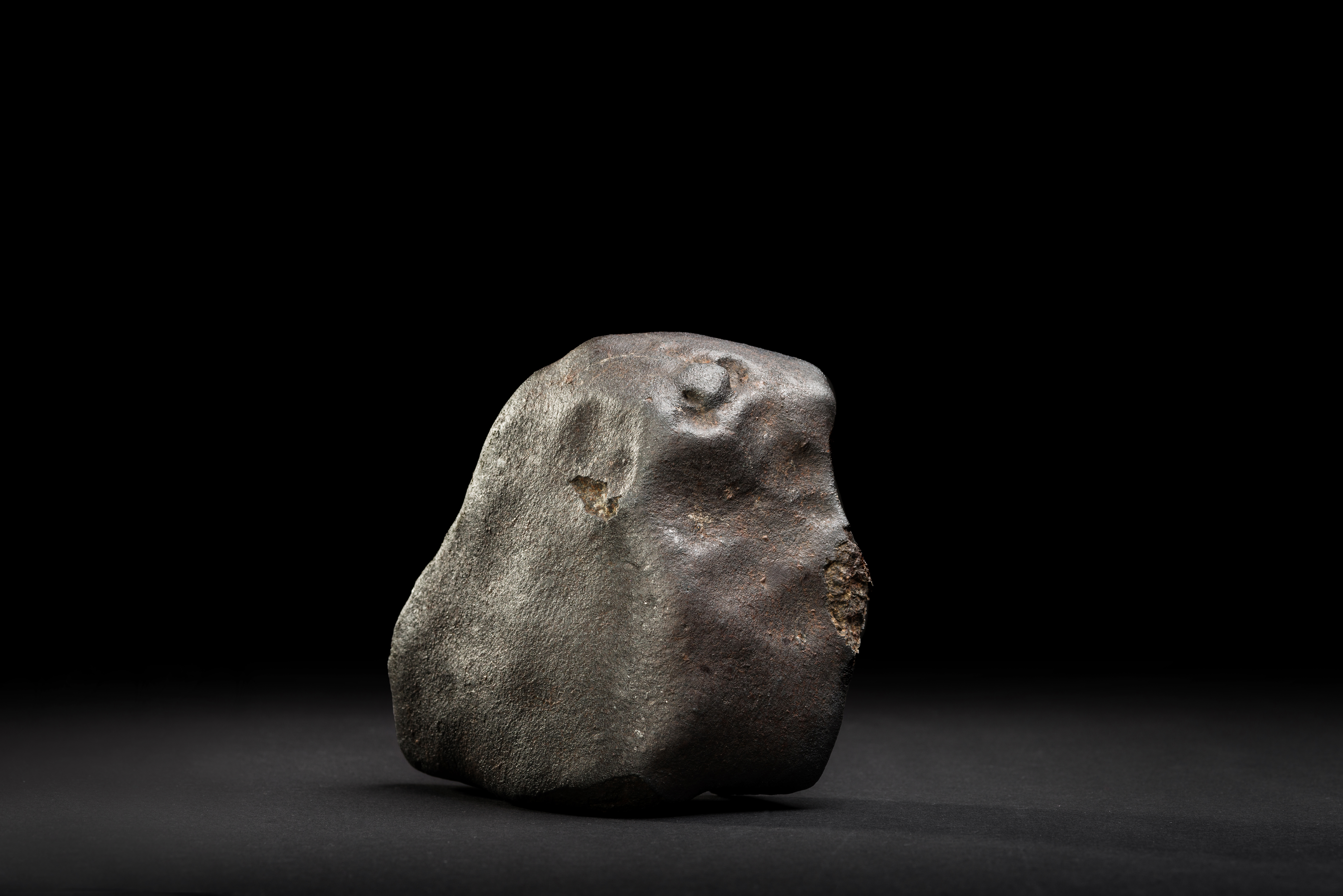
Bruchstück des Murchison-Meteorits, enthält extraterrestrische Aminosäuren, 4,56 Milliarden Jahre alt, kohliger Chondrit, Mineralogische Sammlung

Innerhalb der Kategorien in alphabetischer Reihenfolge:

### Schloss Hohentübingen
- Museum Alte Kulturen
- Abguss-Sammlung
- Ägyptologische Sammlung mit Teilsammlungen:
  - Opferkammer des Seschemnefer III.
  - Kastensarg des Flottenkommandanten Idi
- Altorientalische Sammlung
- Ethnologische Sammlung mit Teilsammlung:
  - Ethnologische Fotosammlung
- Fotosammlung der Klassischen Archäologie
- Keramiksammlung der Archäologie des Mittelalters mit Teilsammlung:
  - Sammlung Kley
- Münzsammlung der Klassischen Archäologie
- Antikensammlung
- Sammlung der Älteren Urgeschichte (inkl. Quartärökologie) mit Teilsammlung:
  - Kohl-Larsen-Sammlung
- Sammlung der Empirischen Kulturwissenschaft mit Teilsammlungen:
  - Fotoarchiv
  - Diathek
  - Zeitschriftenarchiv
  - Erzählarchiv
  - Sachkultursammlung
  - Sammlung Populäre Lesestoffe
  - Plakatesammlung
  - Ausstellungsarchiv
  - Zeitungsausschnittsarchiv
  - Filmarchiv
  - Archiv ehemaliger Ausstellungs- und Studienprojekte
- Sammlung der Evangelischen Predigeranstalt
- Sammlung der Jüngeren Urgeschichte (inkl. Frühgeschichte) mit Teilsammlung:
  - Mittelalterliche Objekte
- Schlossfass
- Schlosskirche
- Schlosslabor
- Schloss-Sternwarte

### Geöffnete Sammlungen
- Anatomische Sammlung
- Augenärztliche Sammlung
- Botanischer Garten mit Teilsammlungen:
  - geographisch unterteilte Pflanzensammlungen
    - Alpinum
    - Nordamerika
    - Schwäbische Alb
    - Asien
- Ökologisch unterteilte Pflanzensammlungen:
  - Arboretum
  - Rhododendron-Tal
  - Heide
  - Steppe
  - Systematische Abteilung
  - Ökologische Abteilung
  - Apotheker-Garten
  - Bauerngarten
  - Weinberg
  - Zierstauden und Fuchsien
  - Ausstellungspavillon
  - Moospfad
  - Wildbienenstation
  - Pflanzengallen im Botanischen Garten
- Gewächshäuser:
  - Tropicarium
  - Sukkulentenhaus
  - Kanaren
  - Subtropenhaus
  - Aquarien
- Computersammlung am Wilhelm-Schickard-Institut
- Graphische Sammlung des Kunsthistorischen Instituts mit Teilsammlungen:
  - Sammlung Max Kade
  - Sammlung Hedwig und Gustav Adolf Rieth
  - Sammlung Heide und Wolfgang Voelter
  - Sammlung Harald Naegeli
  - Sammlung zur Gegenwartskunst der Tübinger Kunsthistorischen Gesellschaft
- Mathematische Modellsammlung[1]
- Mediathek des Zentrums für Medienkompetenz
- Mineralogische Sammlung mit Teilsammlung:
  - Meteoritensammlung
- Musikinstrumentensammlung
- Paläontologische Sammlung mit Teilsammlung:
  - Georg-Wagner-Fotosammlung
- Psychologische Sammlung
- Sammlung Schmidgall
- Sammlungen der Universitätsbibliothek mit Teilsammlungen:
  - Fundus-Sammlung der Universitätsbibliothek (Mobiliar etc.)
  - Schallplattensammlung
  - Frühneuzeitliche Artilleriesammlung
- Sammlungen des Universitätsarchivs mit Teilsammlungen:
  - Flugblattsammlung der 1968er Studentenbewegung
  - Studentica des 19. Jahrhunderts
  - Typarsammlung
  - Universitäre Raritäten-Sammlung (Geldtruhen, Eiserne Lunge etc.)
- Skulpturensammlung der Universität

### Auf Anfrage zugängliche Sammlungen
- Alte Sternwarte
- Archäobotanische Sammlung
- Archäozoologische Sammlung
- Arno-Ruoff-Archiv
- Biblisch-Archäologische Sammlung
- Biochemische Gerätesammlung
- Biochemische Präparatesammlung
- Buchfalt-Sammlung Heidtmann
- Fotosammlung des Kunsthistorischen Instituts mit Teilsammlungen:
  - Georg-Weise-Archiv
  - Fotosammlung des Königlichen Kupferstichkabinetts Stuttgart
- Gemäldesammlung Kölle
- Geoarchäologische Sammlung
- Gemäldesammlung der Universität
- Geographische Kartensammlung mit Teilsammlungen:
  - Atlantensammlung
  - Atlantenarchiv
  - Wandkartensammlung
  - Luftbildsammlung
  - Flurkartensammlung
- Glasdiasammlung des Kunsthistorischen Instituts
- Halm-Archiv
- Herbarium Tubingense (TUB) mit Teilsammlungen:
  - Pharmakognostische Sammlung
  - Sammlung Gärtner
  - Klosterherbar von Beuron (ERZ)
  - Pflanzensammlung des Sonderforschungsbereichs Tübinger Atlas des Vorderen Orients (TAVO)
  - Sammlung historischer Mikroskope
  - Paläobotanische Sammlung
  - Pflanzensammlungen von Hugo von Mohl
  - Sammlungen des Botanischen Reisevereins
  - Kamtschatka-Sammlung Gmelin
- Münzsammlung der islamischen Numismatik (FINT)
- Osteologische Sammlung mit Teilsammlungen:
  - Fossilabguss-Sammlung
  - Sammlung ägyptischer Mumien
- Pathologische Sammlung
- Physikalische Sammlung mit Teilsammlung:
  - Briefsammlung Felix Genzmer-Albert Einstein
- Porträtsammlung Goldberg
- Professorengalerie
- Sammlung des Zentrums für Medienkompetenz
- Sammlung für Ethik und Geschichte der Medizin
- Sammlung Gärtner am Herbarium Tubingense (TUB)
- Schallplattensammlung der Musikwissenschaft
- Schwäbisches Landesmusikarchiv mit etwa 30 Teilsammlungen
- Zoologische Sammlung mit Teilsammlung:
  - Glasmodellsammlung mariner Wirbelloser (Sammlung Leopold und Rudolph Blaschka)

### Nicht öffentlich zugängliche Sammlung
- Astrophysikalische Sammlung
- Bohrkernsammlung
- Fundus Wissenschaftsgeschichte mit Teilsammlungen:
  - Sammlung mikroskopischer Präparate
  - Lehrmaterialiensammlung
  - Sammlung Arbeitsmedizin
- Historische Möbelsammlung
- Humanphysiologische Sammlung
- Klischeeplattensammlung
- Mathematische Instrumentensammlung
- Medizinhistorische Instrumentensammlung
- Medizinisch-Technische Sammlung des Universitätsklinikums Tübingen (UKT)
- Moulagensammlung mit Teilsammlungen:
  - Moulagensammlung der Universitäts-Hautklinik
  - Moulagensammlung des Deutschen Instituts für Ärztliche Mission (Difäm)
- Neonatalogische Sammlung
- Pharmakologische Sammlung
- Sammlung der Anorganischen Chemie
- Sammlung Frauenklinik
- Sammlung Halbritter
- Sammlung Mikropaläontologie
- Sammlung Pelling-Zarnitz
- Sammlung Sander
- Sammlung Lessing und Schmalzriedt
- Schautafel-Sammlung der HNO-Klinik
- Silberschatz der Universität mit Teilsammlung:
  - Amtsinsigniensammlung
- Zahnmedizinische Sammlung[2]

## Ausstellungen

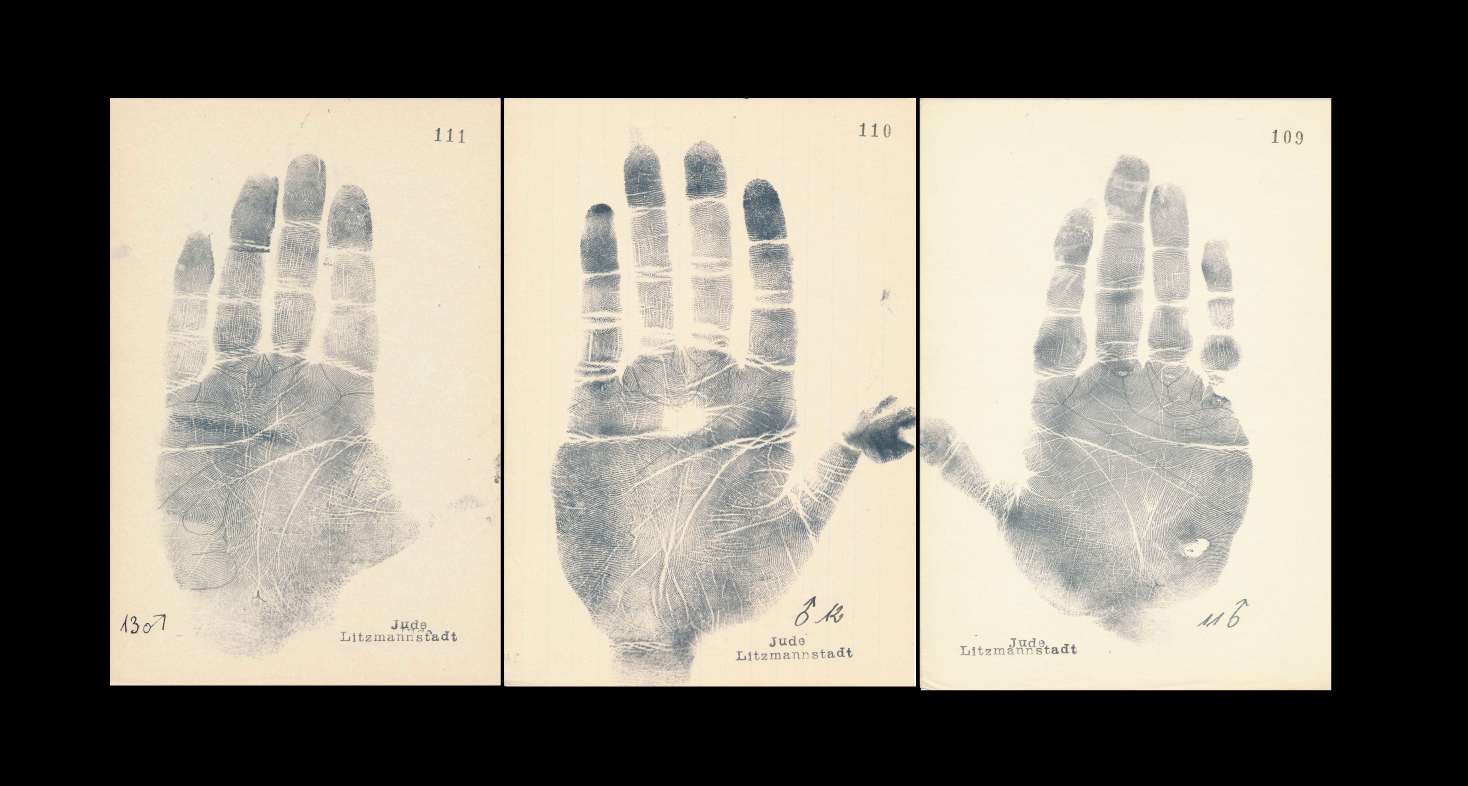
Handabdrücke jüdischer Bewohner des Ghettos Litzmannstadt (Łódź/Polen), Sammlung für Ethik und Geschichte der Medizin

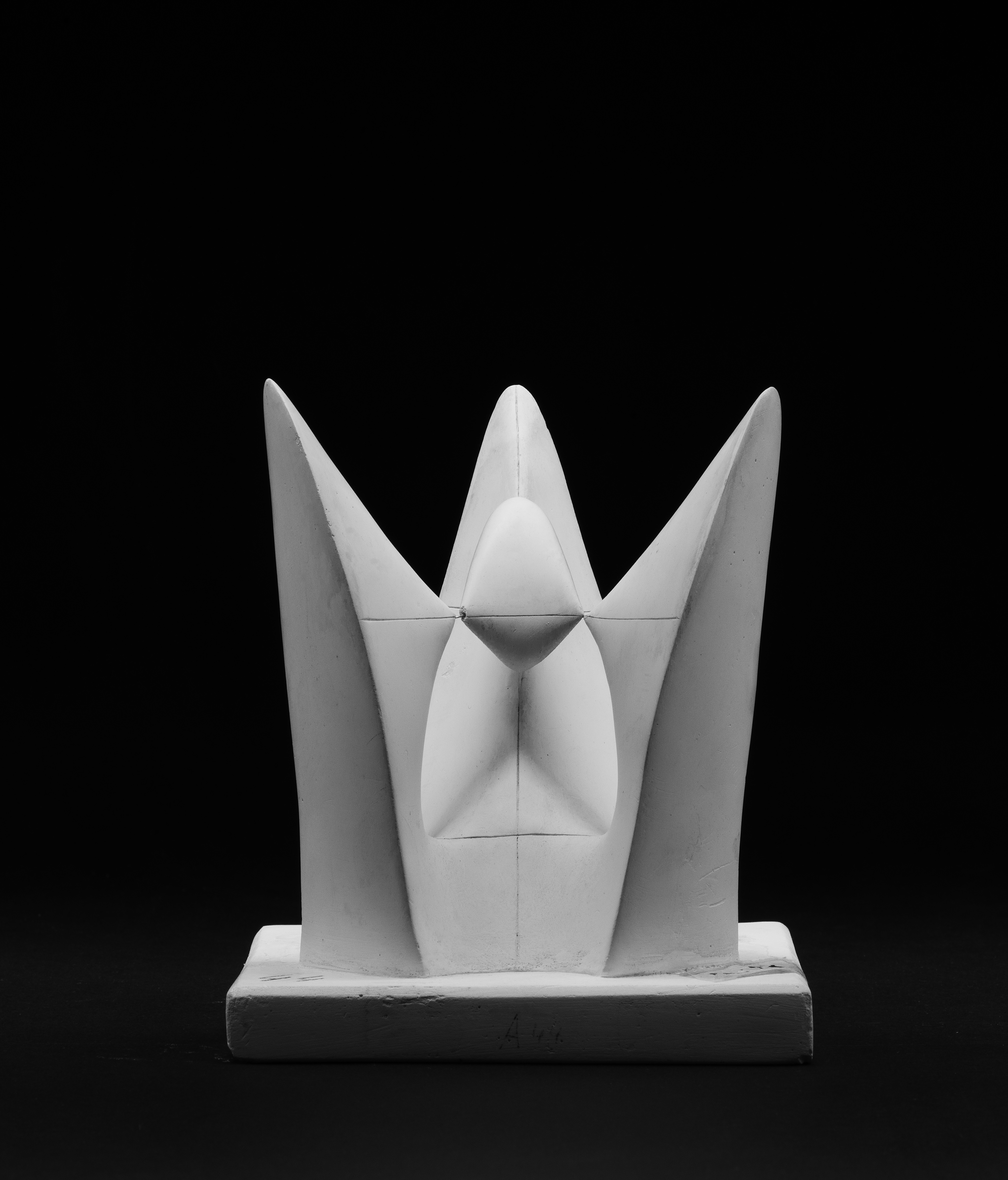
Mathematisches Gipsmodell 3. Ordnung, um 1900, Mathematische Modellsammlung

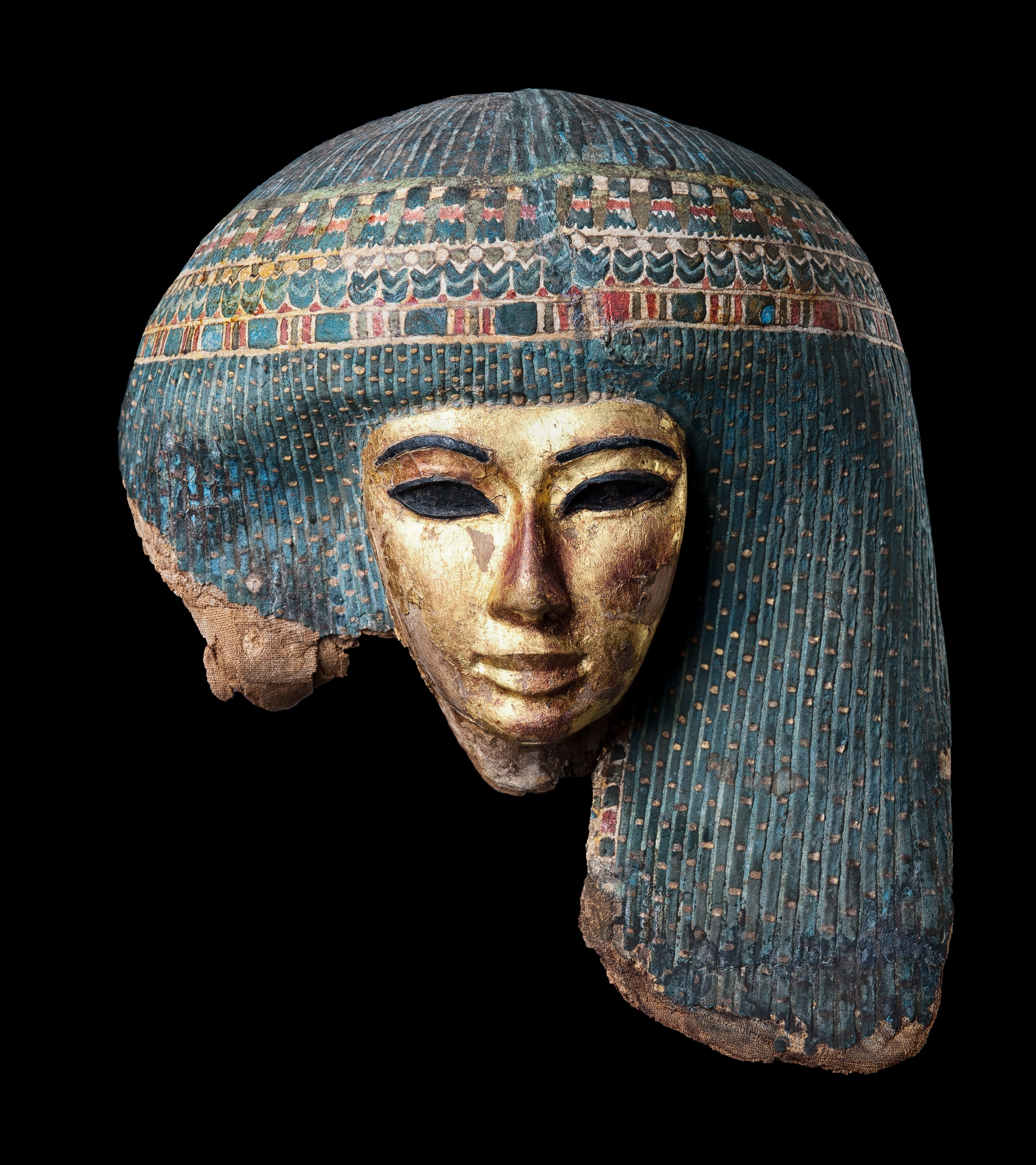
Mumienmaske einer unbekannten Frau, Neues Reich (20. Dynastie, ca. 1186–1075 v. Chr.), vergoldete und bemalte stuckierte Leinwand, Ägyptische Sammlung

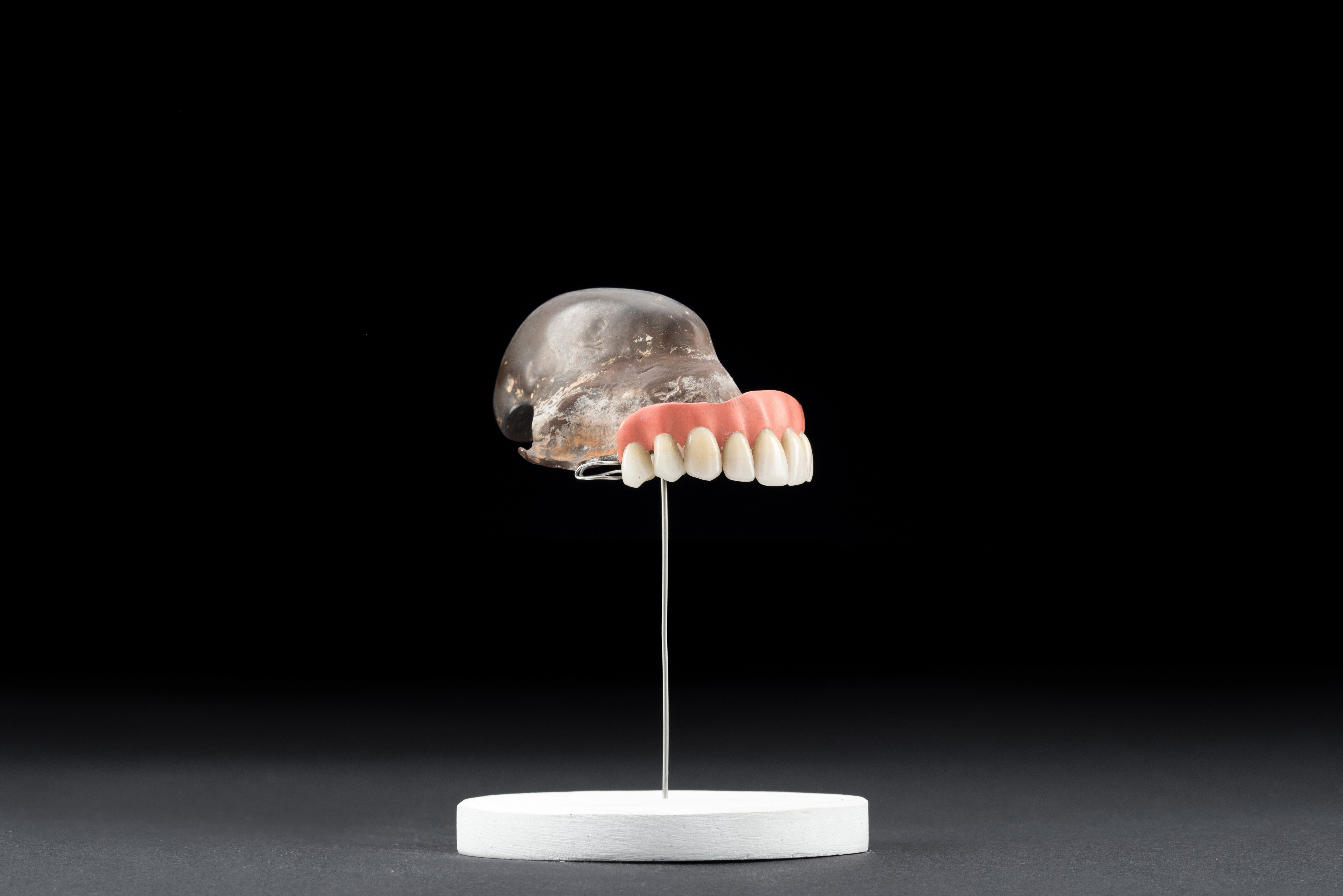
Maxillare Teilprothese, Beginn 20. Jahrhundert, Keramik/Kunststoff, Zahnmedizinische Sammlung

Neben einer Reihe von fach- und gastkuratorisch organisierten disziplinspezifischen Sonderausstellungen sowie zahlreichen Online-Ausstellungen (eMuseum, 3D-Museum, Podcasts, 360°-Ausstellungen und MUT-App), die durch das Museum organisiert oder mitbetreut werden, fanden seit Gründung des MUT auch interdisziplinär und wissenschaftsgeschichtlich orientierte zentrale Ausstellungen sowie Ausstellungsübernahmen statt:
- 2006: 38 Dinge. Schätze aus den natur- und kulturwissenschaftlichen Sammlungen
- 2007: auf/zu. Der Schrank in den Wissenschaften. Mit der Graphischen Sammlung am Kunsthistorischen Institut
- 2008: Das Mammut vom Vogelherd. Tübinger Funde der ältesten erhaltenen Kunstwerke. Mit dem Institut für Ur- und Frühgeschichte
- 2008: Wortschatz. Vom Sammeln und Finden der Wörter. In Kooperation mit dem Stadtmuseum Tübingen
- 2009: KörperWissen. Erkenntnis zwischen Eros und Ekel. Interdisziplinäre Ausstellung im Schloss Hohentübingen mit Symposion, Publikation und einer begleitenden Studium Generale-Vorlesungsreihe
- 2010: Vom Schüler der Burse zum „Lehrer Deutschlands“ – Philipp Melanchthon in Tübingen. Kooperation mit dem Stadtmuseum Tübingen zum 450. Todestag Philipp Melanchthons. Ausstellung und eine begleitende Studium Generale-Vorlesungsreihe
- 2010: Unter Menschenfresser Leuthen. Zwei Perspektiven auf Brasilien: Reisebericht von Hans Staden (1557). Vogelbilder von Raul Cassou (2000–2010). Mit begleitendem Symposion „Hans Staden – Brasilien – Tropenwald – Biodiversität“
- 2010: Silberlinge und Tempelgroschen. Antike Münzen aus den Ländern der Bibel. Ausstellung mit begleitender Tagung
- 2011: Alles Gute kommt von unten. Unser Umgang mit Ressourcen aus der Erde. Ausstellung mit begleitendem Praxisseminar
- 2011: Der Himmel. Wunschbild und Weltverständnis. Interdisziplinäre Ausstellung im Schloss Hohentübingen mit vorbereitendem wiss. Symposion, Publikation, Schulprogramm, Kino-Filmreihe, Künstlerkooperationen, Astronomischen Sternwarten-Aktionen, Workshops und einer begleitenden Studium-Generale-Vorlesungsreihe
- 2011: Der Künstler-Himmel. Sonderausstellung
- 2011: Frauen, die Forschen. Ausstellung
- 2011/2012: Bemalte Steine. Das Ende der Eiszeitkunst auf der Schwäbischen Alb
- 2011/2012: Entdeckungen. Höhepunkte der Landesarchäologie 2007–2010. Ausstellung mit der Archäologischen Denkmalpflege Baden-Württemberg
- 2011/2012: William Gilpin (1724–1804). Pittoreske Landschaften und Vorläufer. Ausstellungsreihe: Graphik vorgelegt des Kunsthistorischen Instituts.
- 2012: MenschMikrobe. Das Erbe Robert Kochs und die Infektionsforschung
- 2012: Das andere Ägypten. Die Expedition Ernst von Sieglin nach Alexandria
- 2012: Wiedereröffnung der Dauerausstellung Alte Kulturen auf Schloss Hohentübingen mit den ältesten Kunstwerken der Menschheit
- 2012: Mind|Things – Kopf|Sache. Die Psychologische Sammlung des Museums der Universität Tübingen MUT. (Dauerausstellung) mit begleitendem Praxisseminar
- 2012: Darwins Weggefährte. Fritz Müllers Berichte aus Brasiliens Tropenwald. Mit begleitendem Symposion
- 2012: Gerth Biese (1901–1980). Universitätszeichenlehrer: Zeichnungen, Gouachen, Holzschnitte, Druckstöcke. Ausstellungsreihe Graphik vorgelegt des Kunsthistorischen Instituts
- 2012: Künstler für Studenten. Bilder der Universitätszeichenlehrer 1780–2012. zusammen mit dem Stadtmuseum Tübingen
- 2012: Naga in Bildern. Christentum und Heilung bei den Angami-Naga in Nordost-Indien
- 2012/2013: Thomas Meier-Castel (1949–2008). Große Gesten. Tiefdrucke im Großformat. Ausstellungsreihe „Graphik vorgelegt“ des Kunsthistorischen Instituts
- 2012/13: KultOrte. Mythen, Wissenschaft und Alltag in den Tempeln Ägyptens
- 2012/13: Kelten, Kalats, Tiguriner: Archäologie am Heidengraben
- 2013: Wie Schönes Wissen schafft
- 2013/14: Täuschend echt
- 2014: Bunte Götter. Die Farbigkeit antiker Skulptur
- 2014: Aufmacher. Titelstorys deutscher Zeitschriften
- 2014: Diesseits–Jenseits–Abseits: Bestattungsrituale weltweit
- 2014: Nach den Sternen greifen. Vormoderne Astronomie und Astrologie zwischen Religion und Naturkunde. Ausstellung des Graduiertenkollegs „Religiöses Wissen im vormodernen Europa (800–1800)“
- 2014/2015: Wissenschaftlerleben mit Kunst. Die Graphiksammlung Heide und Wolfgang Voelter
- 2014/2015: Graswelten. Faszinierende Vielfalt der Gräser. Exponate // Fotografien von Gunther Willinger. Zusammen mit dem Botanischen Garten
- 2014/2015: Licht der Götter
- 2015: In Fleischhackers Händen. Tübinger Rassenforscher in Lodz 1940–1942
- 2015: Forschung – Lehre – Unrecht. Die Universität Tübingen im Nationalsozialismus
- 2015: Wohin damit? Strandgut der Wissenschaft
- 2015: Eröffnung der Dauerausstellung Schlosslabor Tübingen. Wiege der Biochemie
- 2015/2016: Fluch und Segen von Ressourcen. Forschung, Fakten und Klischees (SFB 1070 RessourcenKulturen)
- 2015/2016: Hans Bayer / Thaddäus Troll. Kriegsberichter im Zweiten Weltkrieg
- 2016: Ganz nah aber weit genug. Flüchtlinge im Libanon
- 2016: Bernd Haussmann. The Nucleus Project. Satelliten-Ausstellung der Dauerausstellung „Schlosslabor Tübingen. Wiege der Biochemie“
- 2016: Krankheit als Kunst(form). Moulagen der Medizin
- 2016: Frido Hohberger. Bild und Wort – Wort und Bild. Ausstellungsreihe „Graphik vorgelegt“ des Kunsthistorischen Instituts
- 2016: Radiologie im Nationalsozialismus. Ausstellung zusammen mit der Universitätsklinik für Radioonkologie mit Poliklinik Tübingen. Ausstellung mit Symposium
- 2016/2017: Fragmentierte Bilder. Die Campana-Tafeln des Instituts für Klassische Archäologie Tübingen. Ausstellung mit Katalog
- 2017: Eröffnung der Dauerausstellung Mind and Shape. Modelle und Porträts. Tübinger Mathematik
- 2017: Ursprünge. Schritte der Menschheit / Origins. Steps of Humankind. Sonderausstellung zum 20-jährigen Jubiläum des Museums im Schloss Hohentübingen (heute: Museum Alte Kulturen bzw. WeltKulturen)[3]
- 2017: Am Anfang war der Waffenläufer. 20 Jahre Ausstellungen im Schloss. Retrospektive Satellitenausstellung zum 20-jährigen Jubiläum des Museums im Schloss Hohentübingen
- 2017: E-Museum des MUT. Online-Ausstellung
- 2017: Theodor Mommsen (1817–1903) auf Medaillen und Plaketten. Online-Ausstellung
- 2018: 3D-Museum des MUT. Online-Ausstellung
- 2018: Bach bearbeitet. Media exhibition
- 2018: Invited Artist I Mohammad Ghazali, Teheran/Iran: „Ich kann nicht nichtschön sein“, Workshop Summer 2018
- 2018: Women of Mathematics
- 2018/19: Antony Gormley & die Antike. Der Körper des Menschen. Eine Kooperationsausstellung mit dem Schauwerk Sindelfingen | Sammlung Schaufler im Rittersaal von Schloss Hohentübingen
- 2018/19: Schätze des Herbariums
- 2018/19: Skulptur inter Skulptur. Plastiken von Markus Daum im Dialog mit Abgüssen von Skulpturen der Klassischen Antike
- 2018/19: Antike Rollenbilder. Wertvorstellungen in Münzbildern
- 2019: Der Tübinger Kanon. Wie die antike Skulptur an den Neckar kam
- 2019: Steinzeitdorf und Keltengold. Archäologische Entdeckungen zwischen Alb und Neckar
- 2019: Ex machina. Leonardo da Vincis Maschinen zwischen Wissenschaft und Kunst (auch als 360°-Ausstellung)
- 2019/20: 50 Jahre Botanischer Garten. Pflanzenvielfalt 1969–2019
- 2020: UDO – Der erste Fußgänger
- 2020: Die „unsichtbare Ausstellung“. Versteckte Objekte von Stefan Göler
- 2020: Invited Artist II Morgan O'Hara, New York/Venedig: „Life and Meaning… it's personal“, Workshop 2019/20 (auch als 360°-Ausstellung)
- 2020/21: 1000 Namen Vishnus. Sanskrit-Handschriften aus der Sammlung Heide und Wolfgang Voelter (auch als 360°-Ausstellung)
- 2021: Unser Ding. Objekte als Spiegel der Institutsgeschichte (auch als 360°-Ausstellung)
- 2021: 19. Mai 1971: „Die Umbenennungsfrage ist damit entschieden“ (auch als 360°-Ausstellung)
- 2021: Museum virtuell. Eine studentische VR-Ausstellung
- 2021: Dental|Things. Die zahnmedizinische Sammlung der Universität Tübingen (auch als 360°-Ausstellung)
- 2021: Schliemann – Troia – 360°. Ein Dialog zwischen Szenografie und digitaler Kuration
- 2022: Invited Artist III Zurab Bero, Tiflis/Georgien: „Feel the Touch“, Workshop Autumn 2021
- 2022: Schöningen – Der große Wurf: Jagen, Sammeln und Leben vor 300 000 Jahren
- 2022: Troia, Schliemann und Tübingen. Sonderausstellung anlässlich des 25-jährigen Bestehens des MUT und anlässlich des 200. Geburtstages von Heinrich Schliemann
- 2022: Troia for Kids
- 2022: Invited Artist IV Takehito Koganezawa, Tokio/Japan: Drawing in Motion, Workshop Summer 2022
- 2023: MicroPop. Design, Wissenschaft und die Welt der Mikroben
- 2023: Pioniere des Wissens. Die Nobelpreisträger der Max-Planck-Gesellschaft
- 2023: Das „Dörfle“ in der Weststadt
- 2023/2025: Entgrenzte Anatomie. Eine Tübinger Wissenschaft und der Nationalsozialismus
- 2023: Gold im Ammertal. Das Ende der Steinzeit im Raum Tübingen
- 2023: Broken Hero: Der Herakles Farnese in Tübingen
- 2023: Klangkörper. Die Sammlung Ventzke (Dauerausstellung der Musikinstrumentensammlung)
- 2024: Invited Artist V  Adrian Turner, London/Stuttgart: „Whispering bodies“, Workshop Summer 2023
- 2024: Danuvius & Buronius. Die Menschenaffen der Hammerschmiede
- 2024: Tempelsteuer und Taubenhändler. Geld im Jerusalemer Tempel zur Zeit Jesu in Virtual Reality
- 2024/2025: Kunst und Kult. Die Altamerikasammlung der Universität Tübingen aus dem Nachlass Pelling Zarnitz

## Literatur

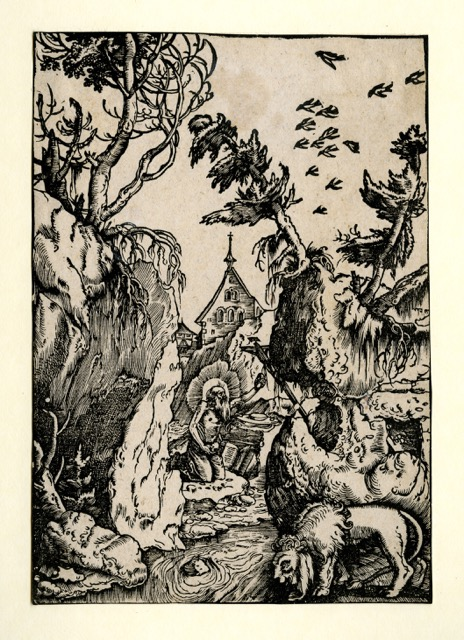
Hans Baldung Grien (1484/85–1545), „Der Hl. Hieronymus als Büßer in der Schlucht“, Holzschnitt, Stiftung Max Kade (New York, 1965), Graphische Sammlung

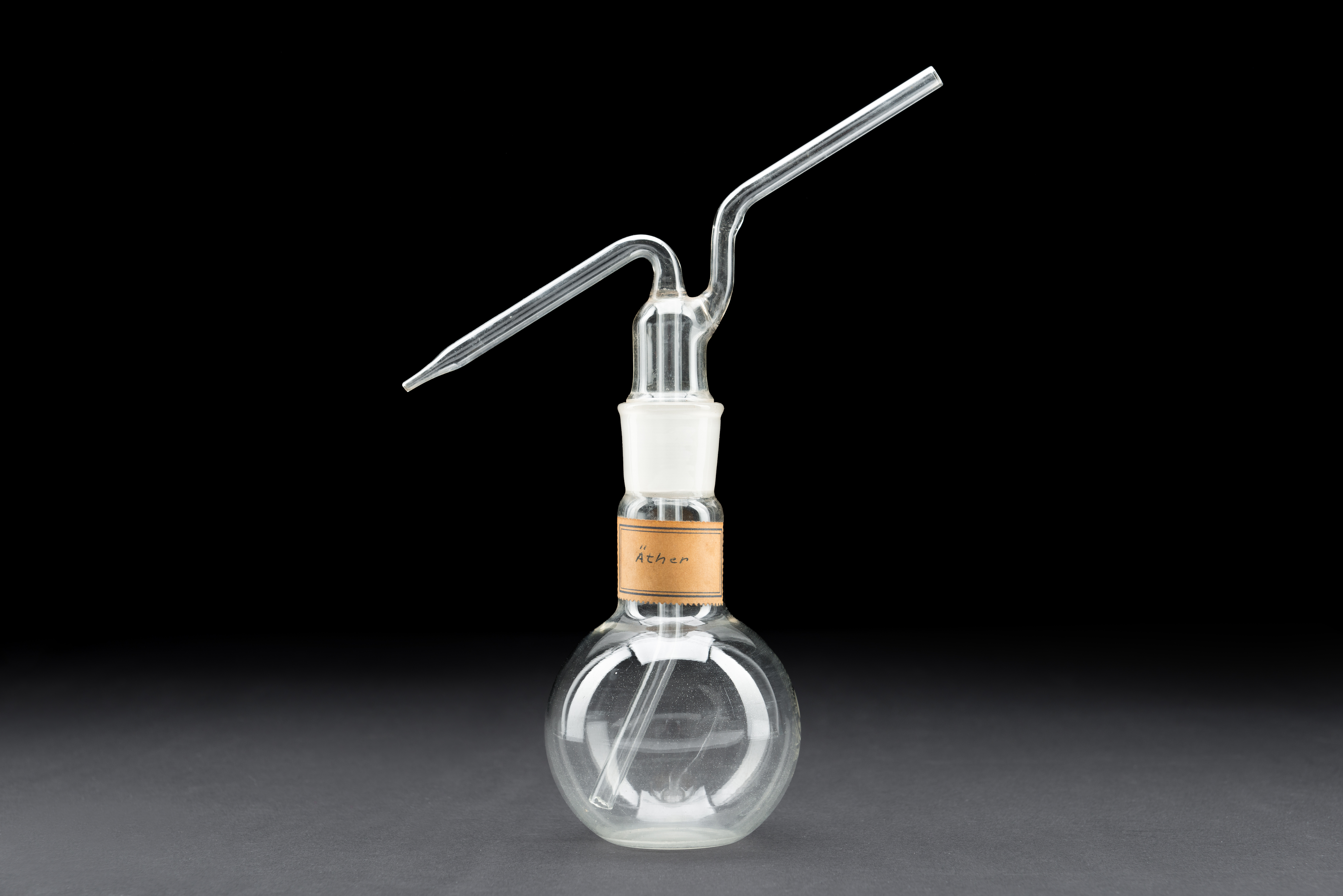
Glasspritzflasche für Lösungsmittel, um 1900, Sammlung der Anorganischen Chemie

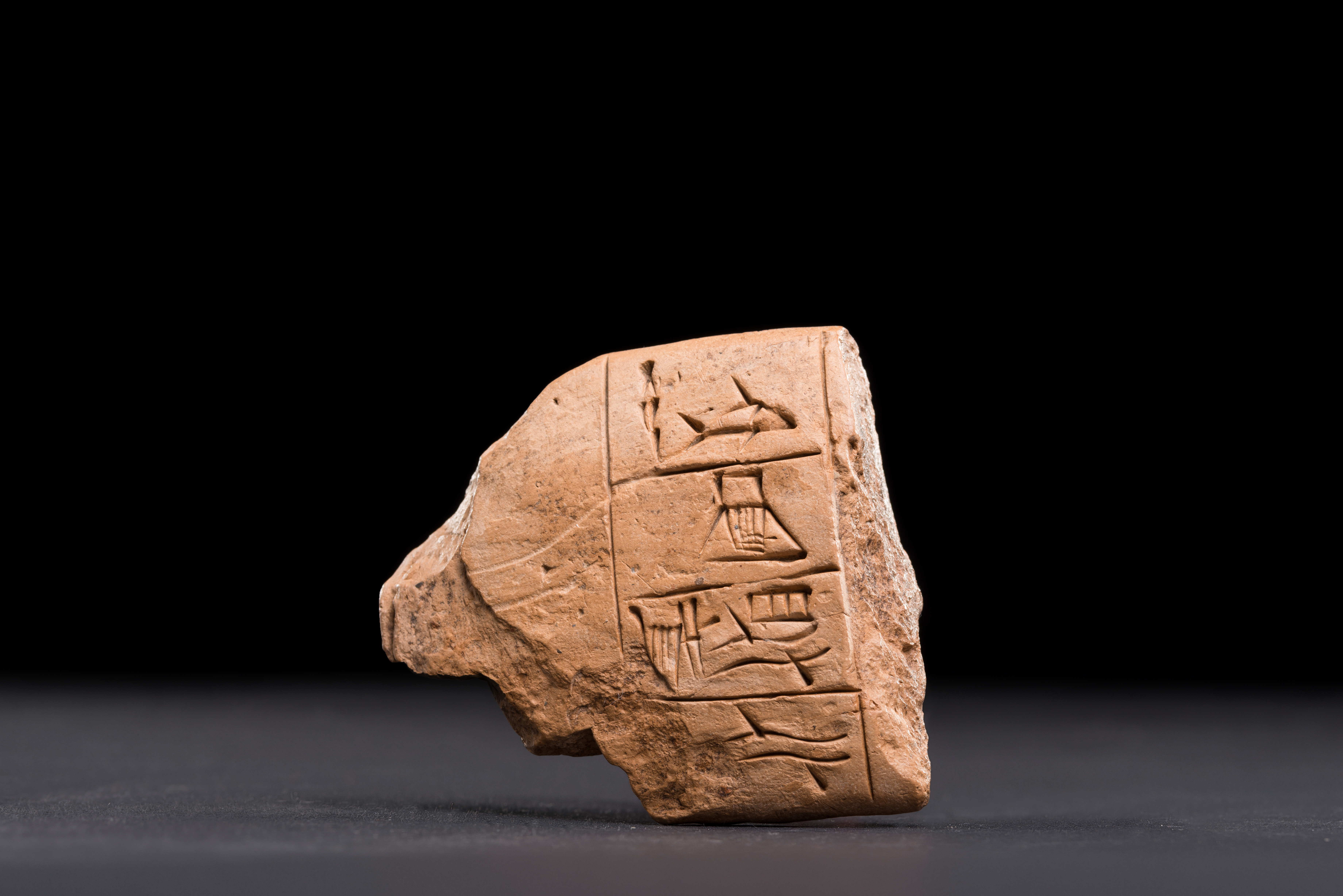
Fragment einer Urkunde, Uruk-III-Zeit (~3000 v. Chr.), gebrannter Lehm, Altorientalische Sammlung

## Weblinks

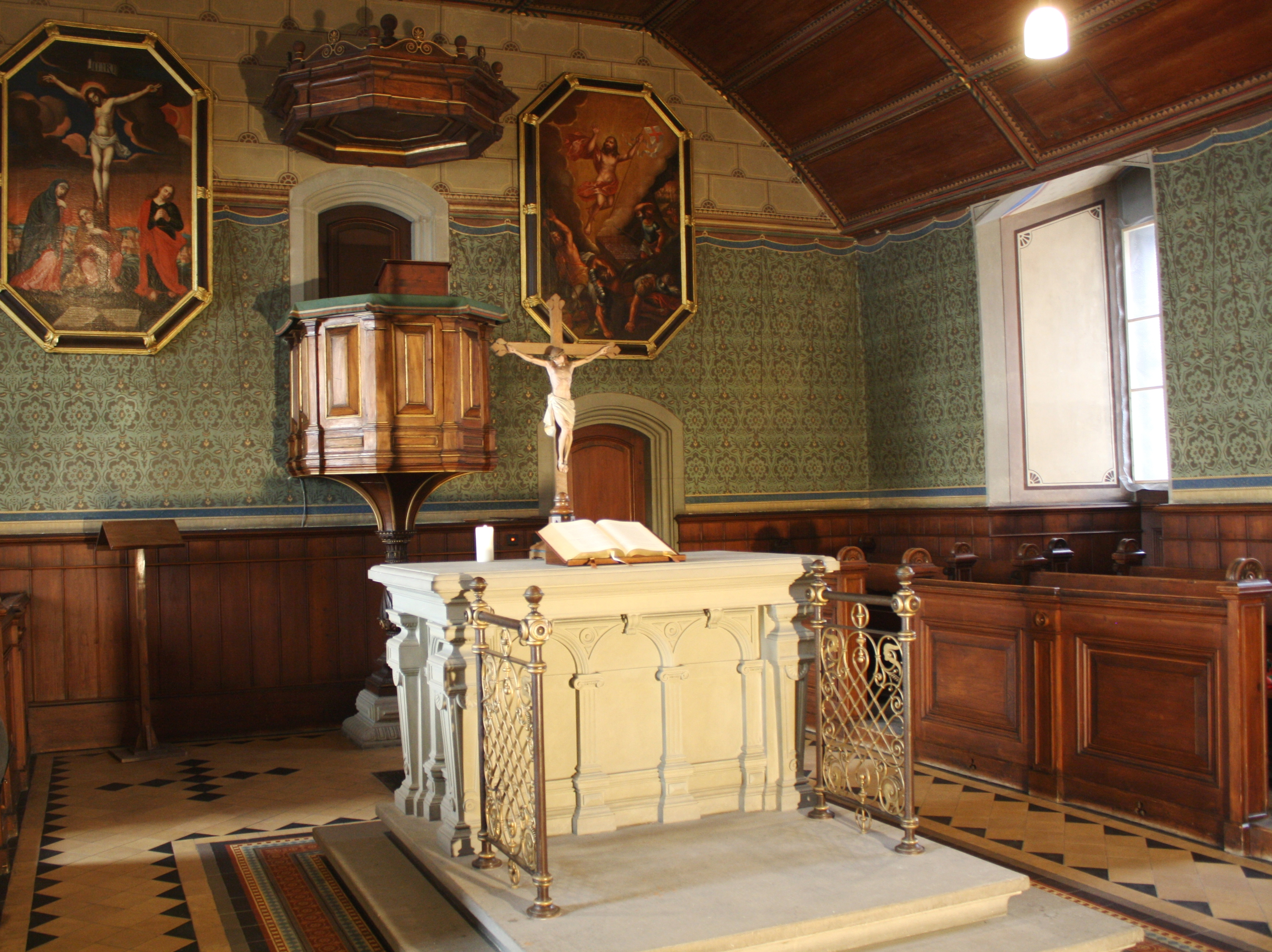
Altar mit Kruzifix und liturgischem Gerät, Schlosskirche Hohentübingen, Sammlung der Evangelischen Predigeranstalt der Universität Tübingen

## Belege
1. ↑  Stephan Finsterbusch: Die ersten Diesel-Modelle, in Frankfurter Allgemeine Magazin, x. August 2017, S. 42–43, und ders.: Mathe zum Anfassen, in Frankfurter Allgemeine Woche, 22. September 2017, S. 58–61
2. ↑  Christine Prußky: Raus aus der Rumpelkammer in SZ vom 19. Februar 2018, S. 26.
3. ↑  Simon Strauss: Die Geburt der Instrumentalmusik aus dem Geiste der Distinktion in FAZ vom 14. November 2017, S. 14.

Koordinaten: 48° 31′ 10,15″ N, 9° 3′ 3,3″ O